# Beryl Mercer

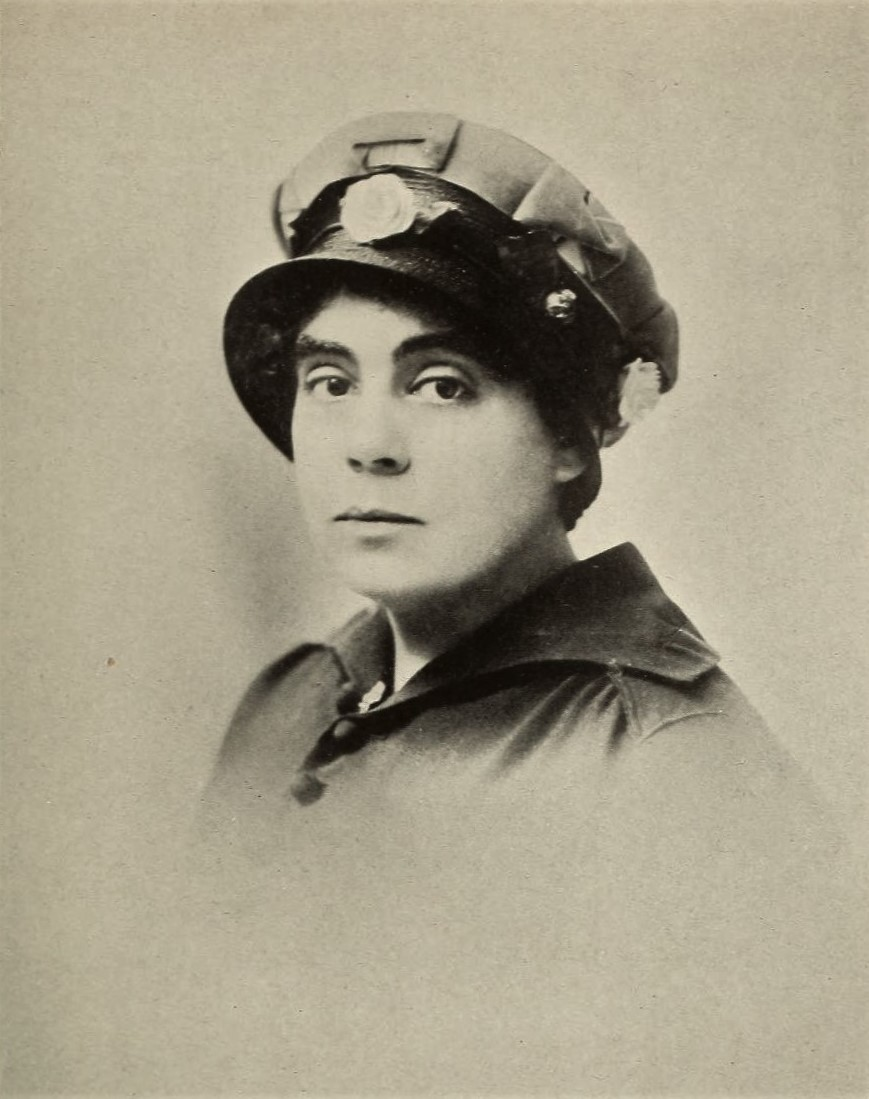
Beryl Mercer (1918)

Beryl Mercer (* 13. August 1876 oder 1882 in Sevilla; † 28. Juli 1939 in Santa Monica, Kalifornien) war eine spanisch-britische Film- und Theaterschauspielerin.

## Leben
Beryl Mercer wurde als Tochter britischer Eltern in Spanien geboren. Mercers genaues Geburtsjahr ist umstritten, die Quellen nennen sowohl 1876 als auch 1882. Wie auch ihre Mutter, die Schauspielerin Beryl Montague, schlug Mercer eine Theaterkarriere ein: Im August 1886 spielte sie bereits am Theater in Great Yarmouth. Sie arbeitete auch im Erwachsenenalter als Schauspielerin und spielte unter anderem in Oscar Asches Produktion von Ein Sommernachtstraum in London. 1906 spielte Mercer in der Erstaufführung des erfolgreichen Stückes The Shulamite eine Sklavin. Mit diesem Stück reiste sie in die Vereinigten Staaten an den Broadway, wo The Shulamite gute Kritiken erhielt. Sie kehrte nach England zurück, reiste aber Mitte der 1910er Jahre erneut in die USA. Sie ließ sich dort dauerhaft nieder und spielte am Broadway zwischen 1916 und 1927 in 17 Stücken.
Ihr Filmdebüt hatte Beryl Mercer bereits Mitte der 1910er Jahre gegeben, jedoch blieben ihre Filmauftritte während der Stummfilmzeit Mangelware. Erst mit dem Beginn des Tonfilmes Ende der 1920er Jahre spielte sie regelmäßig in Filmen und sollte in den zehn Jahren bis zu ihrem Tod an über 50 Filmen mitwirken. Die rundliche, nur eineinhalb Meter große Charakterdarstellerin verkörperte meistens matronenhafte Rollen wie Mütter, Ehefrauen oder Haushälterinnen in Nebenrollen. Anfang der 1930er Jahre spielte sie die Mutter des Hauptdarstellers in gleich zwei Filmklassikern: Von Lew Ayres’ Soldaten Paul Bäumer im Antikriegsfilm Im Westen nichts Neues (1930) und als schwächliche Mutter von James Cagney im Gangsterfilm Der öffentliche Feind (1931). Im Jahre 1933 hatte sie eine größere Nebenrolle als Köchin im Filmdrama Kavalkade, das mit drei Oscars ausgezeichnet wurde. Alle ihre Auftritte erhielten eine Nennung in den Credits, ein Hinweis auf ihren großen Erfolg als Nebendarstellerin. Noch in ihrem Todesjahr war sie als Königin Victoria sowohl im Kinderfilm Die kleine Prinzessin als auch in der Filmbiografie Liebe und Leben des Telefonbauers A. Bell zu sehen.
Möglicherweise bereits im Alter von 14 Jahren heiratete sie Maitland Paisley, doch die Ehe wurde geschieden. Auch ihre zweite Ehe mit dem britischen Schauspieler Holmes Herbert Ende der 1920er Jahre endete in Scheidung. Ihr einziges Kind Joan Mercer († 2009) wurde im Jahre 1917 geboren. Beryl Mercer verstarb im Alter von 56 oder 62 Jahren an den Folgen einer Operation aus unbekannten Gründen.

## Filmografie
- 1915: The Shulamite
- 1916: The Final Curtain
- 1922: Broken Chains
- 1923: Martyrium der Liebe (The Christian)
- 1928: We Americans
- 1929: Mother’s Boy
- 1929: Three Live Ghosts
- 1930: Seven Days Leave
- 1930: Im Westen nichts Neues (All Quiet on the Western Front)
- 1930: Dumbbells in Ermine
- 1930: In Gay Madrid
- 1930: Common Clay
- 1930: The Matrimonial Bed
- 1930: An Intimate Dinner in Celebration of Warner Bros. Silver Jubilee (Kurzfilm)
- 1930: Outward Bound
- 1931: Yvonne (Inspiration)
- 1931: East Lynne
- 1931: Der öffentliche Feind (The Public Enemy)
- 1931: The Sky Spider
- 1931: The Man in Possession
- 1931: The Miracle Woman
- 1931: Merely Mary Ann
- 1931: Are These Our Children?
- 1931: Forgotten Women
- 1932: Lovers Courageous
- 1932: Devil’s Lottery
- 1932: Lena Rivers
- 1932: Young America
- 1932: Unholy Love
- 1932: No Greater Love
- 1932: Midnight Morals
- 1932: Liebesleid (Smilin’ Through)
- 1932: Six Hours to Live
- 1933: Kavalkade (Cavalcade)
- 1933: Her Splendid Folly
- 1933: Supernatural
- 1933: Blind Adventure
- 1933: Berkeley Square
- 1933: Broken Dreams
- 1934: Change of Heart
- 1934: Jane Eyre
- 1934: The Richest Girl in the World
- 1934: The Little Minister
- 1935: Age of Indiscretion
- 1935: Forbidden Heaven
- 1935: Hitch Hike Lady
- 1935: Magnificent Obsession
- 1936: Three Live Ghosts
- 1936: My Marriage
- 1937: Call It a Day
- 1937: Night Must Fall
- 1939: Die kleine Prinzessin (The Little Princess)
- 1939: Der Hund von Baskerville (The Hound of the Baskervilles)
- 1939: Liebe und Leben des Telefonbauers A. Bell (The Story of Alexander Graham Bell)
- 1939: A Woman Is the Judge